# Sonning Common
Pour les articles homonymes, voir Sonning (homonymie).
Sonning Common est une paroisse civile et un village de l'Oxfordshire, en Angleterre.